# Ямайско тоди
Ямайското тоди (Todus todus) е вид птица от семейство Тодиеви (Todidae).

## Разпространение
Видът е разпространен в Ямайка.